# Kendall Gretsch
Kendall Gretsch est une biathlète et fondeuse handisport américaine, née le 2 avril 1992 à Downers Grove, double championne paralympique aux Jeux paralympiques d'hiver de 2018, elle pratique également le paratriathlon.

## Palmarès

### Biathlon

#### Jeux paralympiques
| Épreuve / Édition | Pyeongchang 2018 | Pékin 2022 |
| ----------------- | ---------------- | ---------- |
| 6 km assis        | Or               | Argent     |
| 10 km assis       | 4e               | Or         |
| 12,5 km assis     | 8e               | Argent     |

### Ski de fond

#### Jeux paralympiques
| Épreuve / Édition       | Pyeongchang 2018 | Pékin 2022 |
| ----------------------- | ---------------- | ---------- |
| 1,1 km assis            | 7e               |            |
| 5 km assis              | 6e               |            |
| 12 km assis             | Or               | 4e         |
| Relais mixte 4 x 2.5 km | 7e               |            |

### Triathlon
| Épreuve / Édition | Tokyo 2020 |
| ----------------- | ---------- |
| PTWC              | Or         |